# Marmota olympus
Marmota olympus är en däggdjursart som först beskrevs av Clinton Hart Merriam 1898. Arten ingår i släktet murmeldjur och familjen ekorrar. IUCN kategoriserar Marmota olympus globalt som livskraftig. Inga underarter finns listade i Catalogue of Life.

## Beskrivning
Marmota olympus har två typer av päls; en mjuk, tät och isolerande underpäls samt en strävare ytterull. Pälsfärgen är årstidsberoende: Vårpälsen (som troligen anläggs under vinterdvalan) är gul till brun. I juni får de vuxna djuren två nästan svarta fläckar på skuldrorna, en färg som sedan sprider sig till resten av pälsen.
Artens könsdimorfism är stor: Hanen blir mellan 72 och 75 centimeter lång inklusive den 21 till 24 centimeter långa svansen, honan mellan 67 och 69 centimeter, inklusive en svanslängd mellan 18 och 19 centimeter. Vikten strax före vinterdvalan varierar mellan 8,5 och 11 kilogram för hanen (med en medelvikt på 9,3 kilogram) och mellan 6,7 och 7,5 kilogram för honan (medelvikt 7,1 kilogram). Individerna förlorar mycket i vikt under vinterdvalan; medelvikterna för hanar och honor just efter dvalans slut är endast 4,1 respektive 3,1 kilogram.

## Utbredning
Marmota olympus återfinns i sluttningarna på bergskedjan Olympic Mountains i västra delarna av delstaten Washington i USA. Arten är nästan helt begränsad till Olympic nationalpark. Utbredningsområdet är runt 1 800 kvadratkilometer stort, och de flesta murmeldjuren lever mellan 1 500 och 1 750 meter över havet, även om enstaka individer har påträffats så högt som 1 990 meter över havet och så lågt som nära havsnivån (30 till 200 meter över havet).

## Ekologi
Det typiska habitatet för Marmota olympus är nära trädgränsen på subalpina och alpina ängar och rasbranter. De flesta kolonier ligger på sluttningar som vetter mot söder då mattillgången sannolikt är högre där på grund av tö.
Marmota olympus är mycket sociala djur, de lever i grupper som består av en vuxen hanne, en eller flera vuxna honor, tvååringar, ettåringar och ungar.

### Fortplantning
Honan får normalt ungar endast vartannat år. Ungarna föds i det underjordiska boet; parningen äger rum under tidig vår snart efter att djuren kommit ut ur boet efter vinterdvalan. Efter en dräktighet på 4 veckor föds 3 till 5 ungar sent i maj eller tidigt i juni. De dias i 10 veckor och är självständiga vid 2 års ålder. Könsmognaden inträffar mellan 2 och 4 års ålder.

### Föda och predation
Arten äter främst blommande växter som hundtandsliljor (Erythronium montanum), lupiner, ormrötter som Bistorta bistortoides, nejlikväxter som Eremogone capillaris och blåklockor som Campanula serrata. Utanför säsongen tar den även gräs och halvgräs. Under den tid då marken är snötäckt kan arten också äta as. Födan intas framför allt under morgnar och kvällar; mitt på dagen drar sig arten tillbaka till sitt underjordiska bo. Inför vinterdvalan lagrar den inte mat utan lägger istället på sig kroppsfett.
Själv utgör arten föda för puma, svartbjörn, rödlo, kungsörn och mård. Prärievarg var ingen ursprunglig predator på denna art, då prärievargar inte förekom på Olympic Mountains före 1900-talet. Senare har de blivit en fara för arten, speciellt, tror forskarna, under varma vintrar då det är lättare att gräva fram murmeldjuren ur deras vintervisten.

### Vinterdvala
Marmota olympus sover vintersömn i sina underjordiska bon. Sömnen kan påbörjas någon gång mellan början av september och någon månad senare, beroende på kön och ålder. Den exakta längden är något osäker, men förefaller vara mellan 7 och 8 månader. Den är en äkta vinterdvala, det vill säga kroppstemperaturen sjunker kraftigt, för denna art till mindre än 4 ºC, och pulsen till 3 slag per minut.

## Bildgalleri

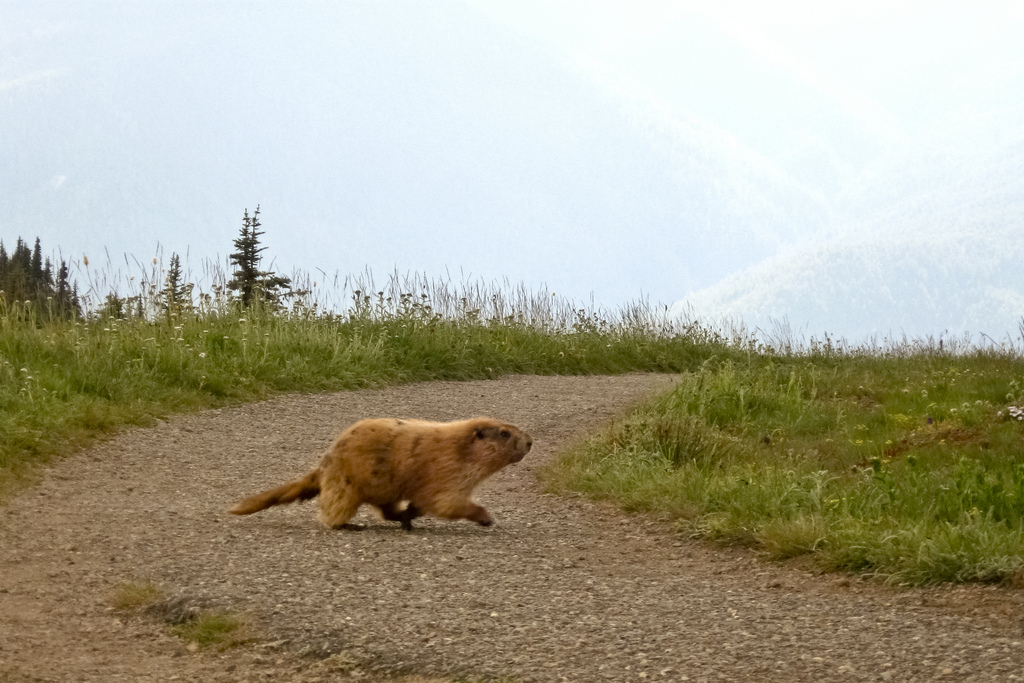
Marmota olympus som korsar väg i Olympic National Park
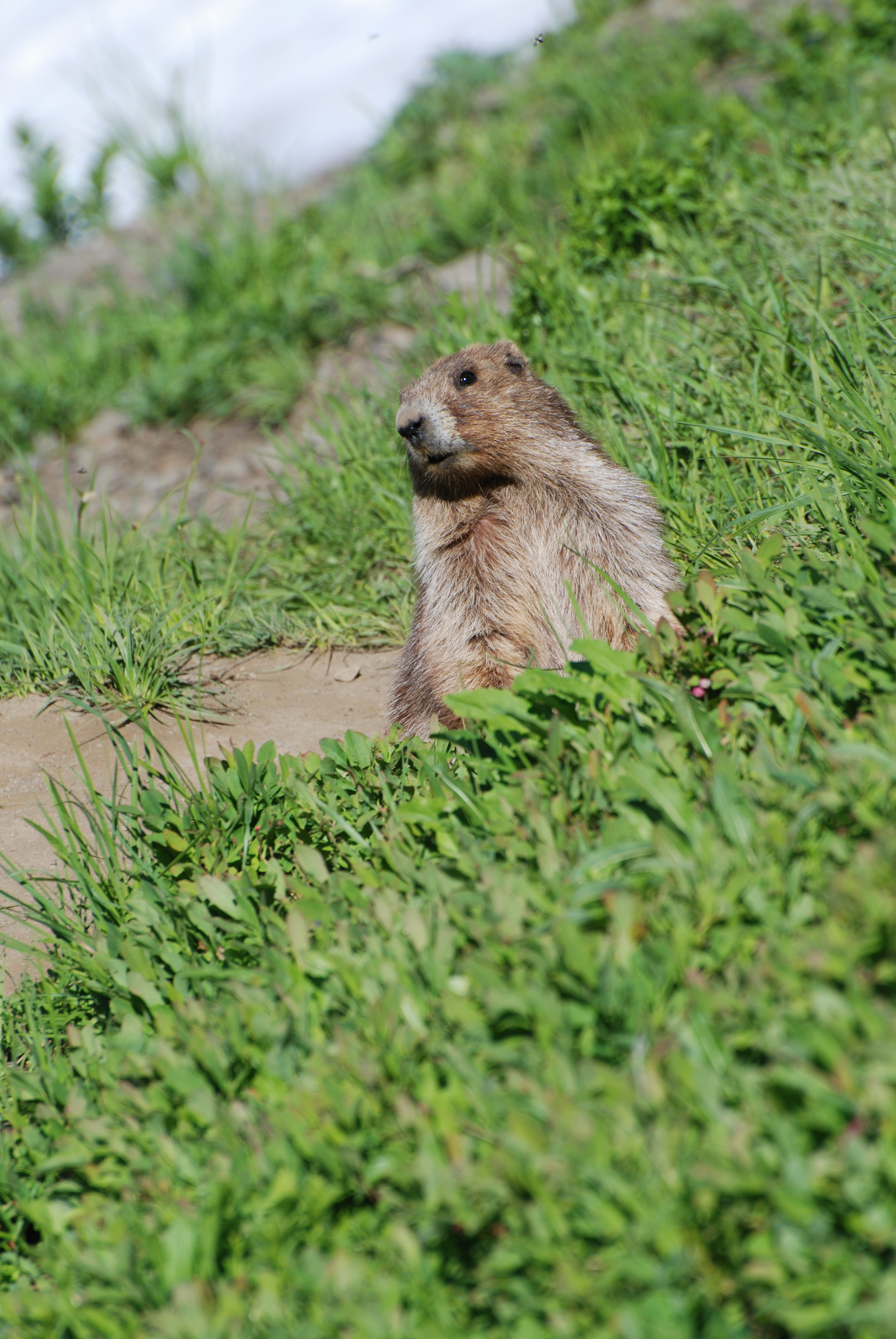
Marmota olympus i sluttning
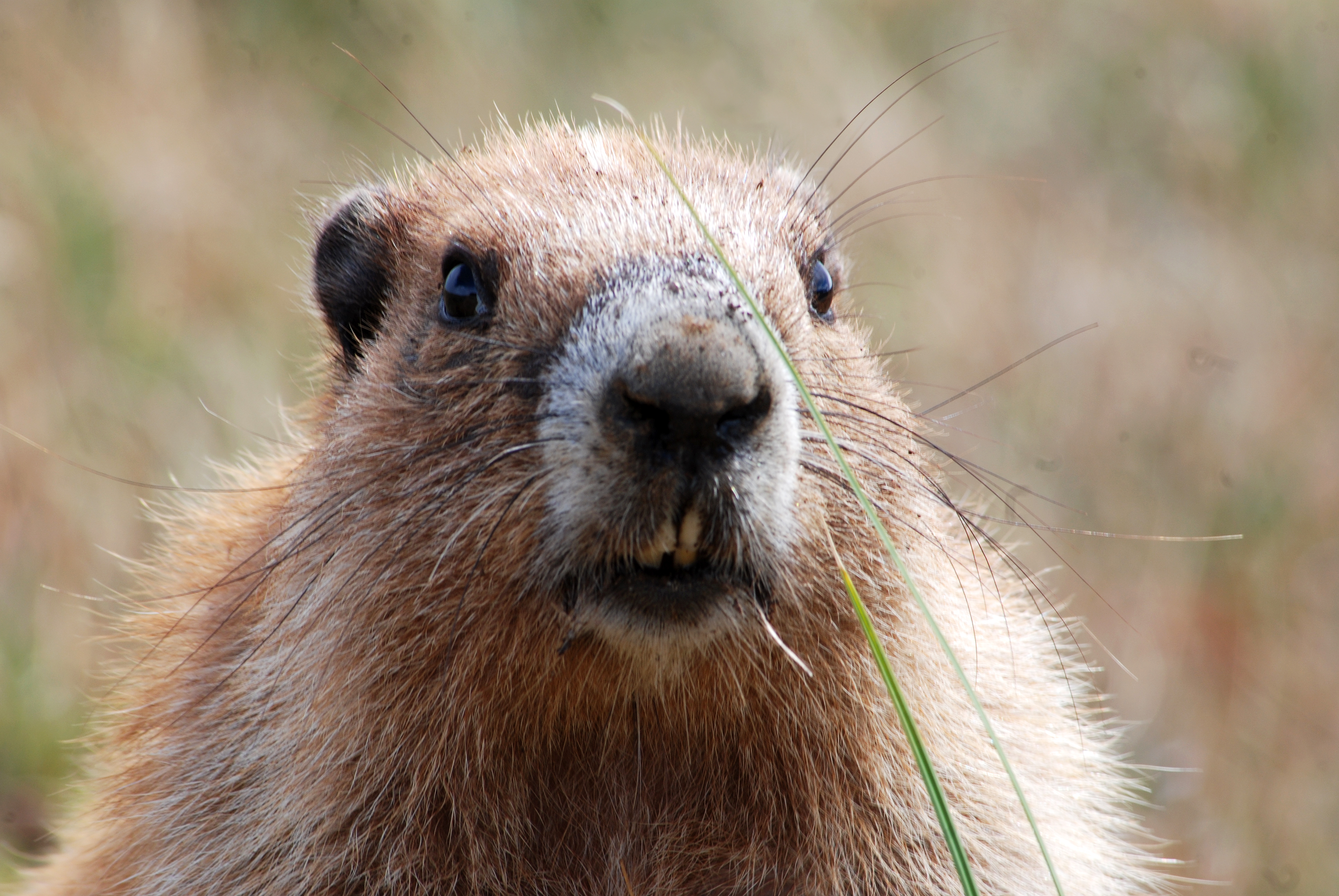
Marmota olympus, närbild på ansikte
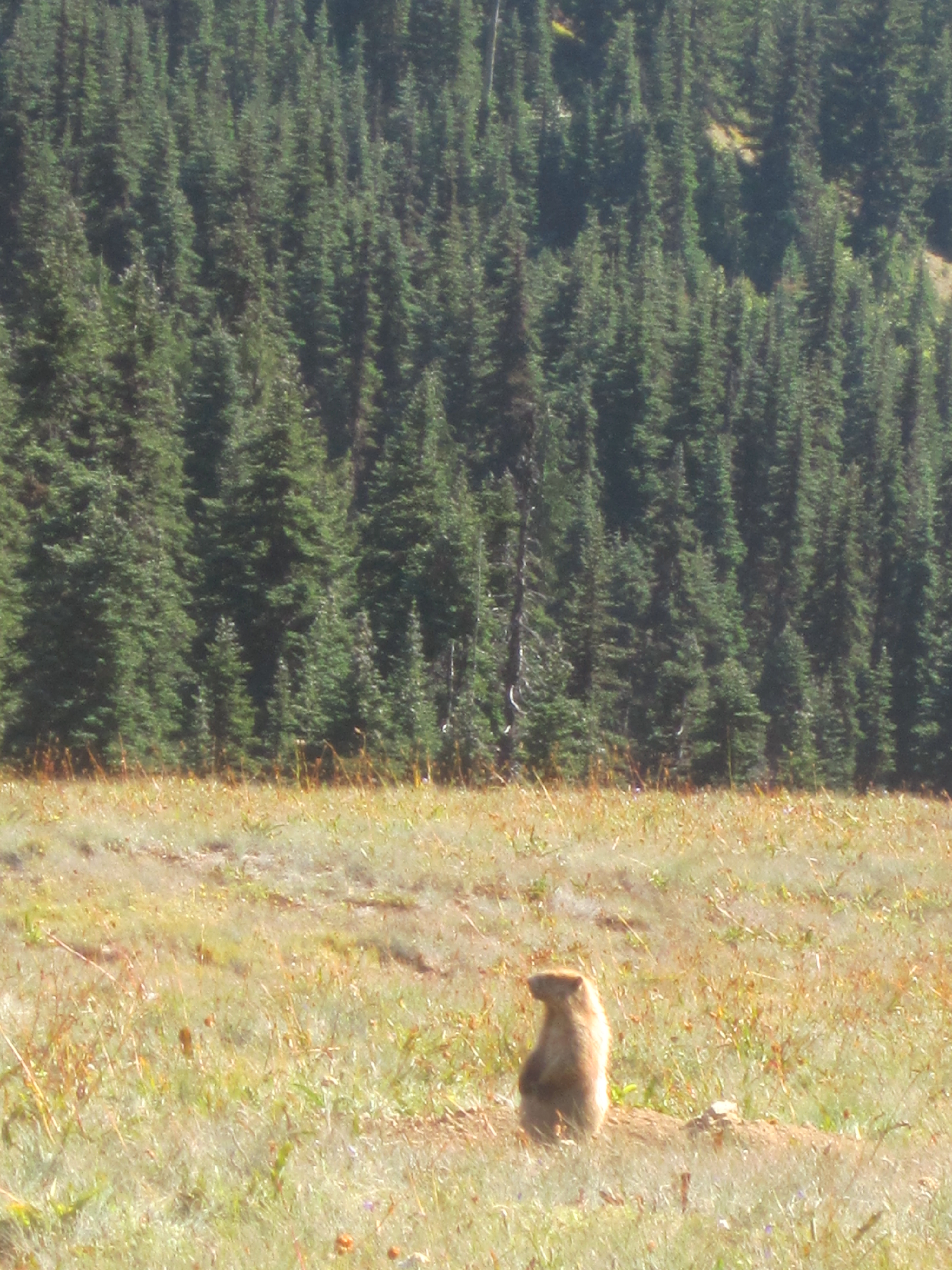
Spanande murmeldjur
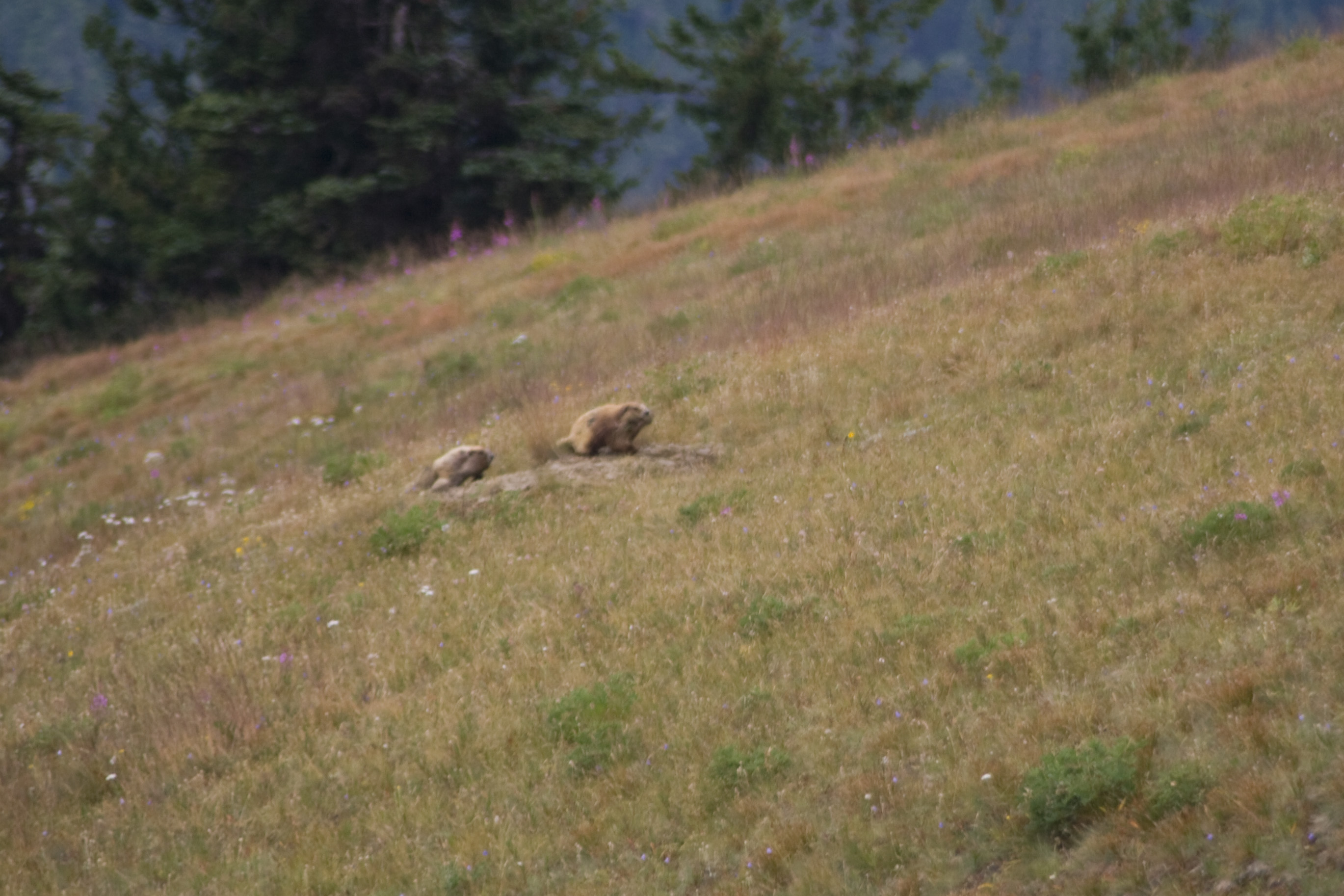
Två individer på en sluttning